# Phạm Công Khải
Phạm Công Khải – wietnamski zapaśnik w stylu klasycznym.
Brązowy medalista igrzysk Azji Południowo-Wschodniej z 1997 roku.